# Mataró
Mataró è un comune spagnolo di 126 127 abitanti della provincia di Barcellona, capoluogo della comarca del Maresme.

## Storia
Le origini della città di Mataró risalgono all'epoca romana, sotto il nome di Iluro. L'eredità preziosa di quest'epoca si manifesta attraverso la Villa romana Torre Llauder, della fine del I secolo a.C.

## Monumenti e luoghi d'interesse
Un percorso architettonico attraverso la sua storia parte dall'antica Iluro romana e porta al barocco, a influenze architettoniche coloniali ed all'arte modernista grazie ad uno dei propri rappresentanti più importanti: l'architetto Josep Puig i Cadafalch, originario del paese e che qui costruì la Casa Coll i Regàs.

## Infrastrutture e trasporti
La prima linea ferroviaria costruita nella penisola iberica fu la breve linea che collega Barcellona a Mataró, messa in servizio nel 1848.